# 1908-as Grand Prix-szezon

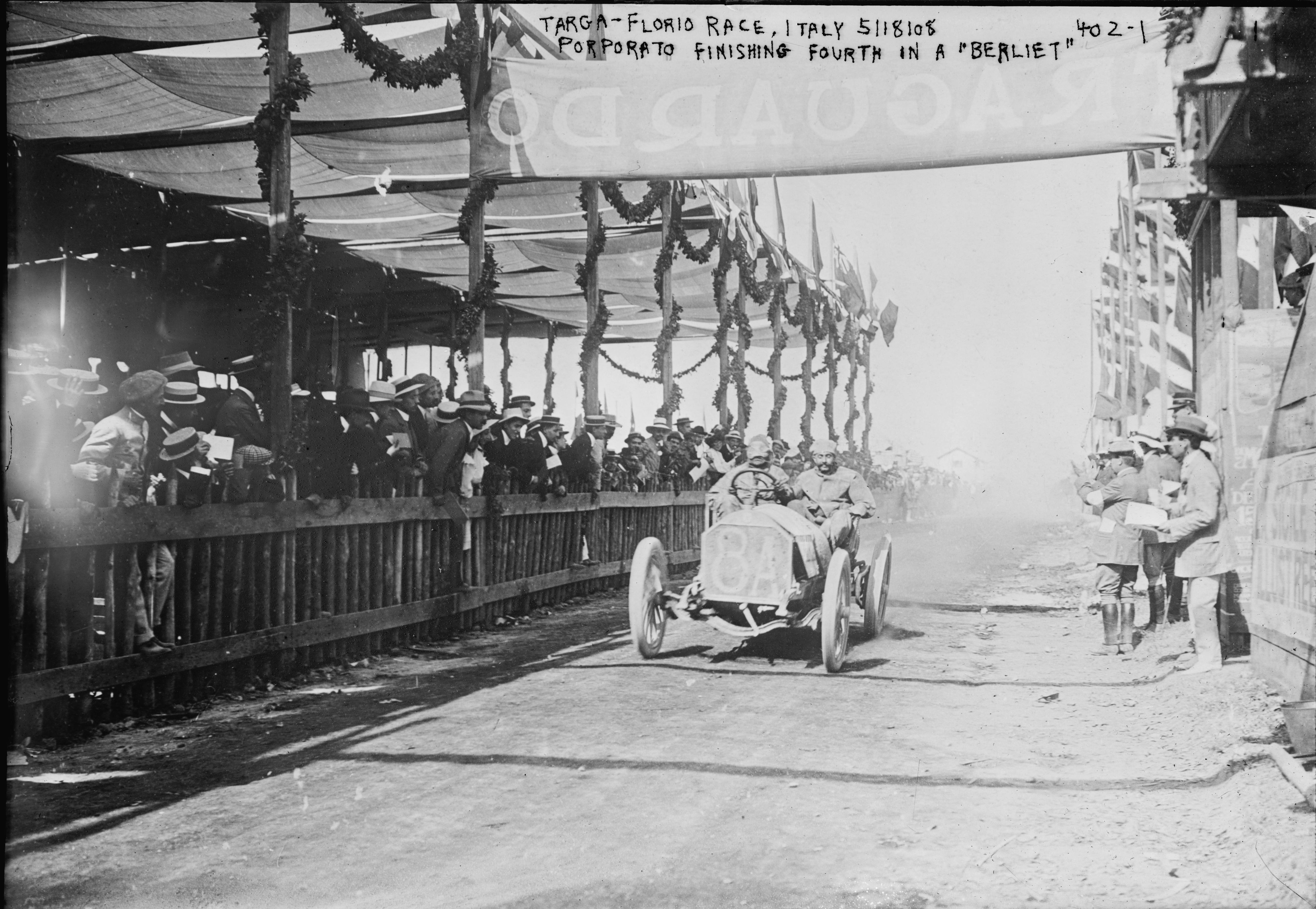
Jean Porporato a célegyenesben

Az 1908-as Grand Prix-szezon volt a Grand Prix-versenyzés harmadik szezonja.

## Versenyek

### Grandes Épreuves
| Verseny         | Helyszín | Időpont   | Győztes versenyző        | Győztes konstruktőr | Összefoglaló |
| --------------- | -------- | --------- | ------------------------ | ------------------- | ------------ |
| francia nagydíj | Dieppe   | Július 7. | Christian Lautenschlager | Mercedes            | Összefoglaló |

### Más nagydíjak
| Verseny               | Helyszín    | Időpont       | Győztes versenyző | Győztes konstruktőr | Összefoglaló |
| --------------------- | ----------- | ------------- | ----------------- | ------------------- | ------------ |
| Targa Florio          | Madonie     | Május 18.     | Vincenzo Trucco   | Isotta-Fraschini    | Összefoglaló |
| Szentpétervár-Moszkva | Közút       | Június 1.     | Victor Hémery     | Benz                | Összefoglaló |
| Coppa Florio          | Bologna     | Szeptember 6. | Felice Nazzaro    | Fiat                | Összefoglaló |
| Targa Bologna         | Bologna     | Szeptember 7. | Jean Porporato    | Berliet             | Összefoglaló |
| Vanderbilt-kupa       | Long Island | Október 24.   | George Robertson  | Locomobile          | Összefoglaló |
| amerikai nagydíj      | Savannah    | November 26.  | Louis Wagner      | Fiat                | Összefoglaló |